# Sara Čakarević
Sara Čakarević (12 maart 1997) is een tennisspeelster uit Frankrijk.

## Loopbaan
Tot 2015 speelde Čakarević tennis voor haar plezier en had ze geen intentie professional te worden. In 2018 speelde zij haar eerste grandslampartij door samen met Jessika Ponchet op basis van een wildcard uit te komen in het vrouwendubbelspeltoernooi van Roland Garros. Ook kreeg zij samen met Alexandre Müller een wildcard voor het gemengd dubbelspel.

## Persoonlijk
Haar vader komt uit Servië, haar moeder uit Montenegro, tijdens haar geboorte nog twee onderdelen van Joegoslavië.

## Posities op deWTA-ranglijst
Positie per einde seizoen:
| jaar | rang enkelspel | rang dubbelspel |
| ---- | -------------- | --------------- |
| 2015 | 1199           | –               |
| 2016 | 497            | 771             |
| 2017 | 445            | 320             |
| 2018 | 351            | 694             |
| 2019 | 441            | 484             |
| 2020 | 418            | 456             |
| 2021 | 468            | 548             |
| 2022 | 554            | 1425            |
| 2023 | 461            | –               |

## Resultaten grandslamtoernooien
| Legenda | Legenda                          |
| ------- | -------------------------------- |
| g.t.    | geen toernooi gehouden           |
| l.c.    | lagere categorie                 |
| –       | niet deelgenomen                 |
| G       | uitgeschakeld in de groepsfase   |
| 1R      | uitgeschakeld in de eerste ronde |
| 2R      | uitgeschakeld in de tweede ronde |
| 3R      | uitgeschakeld in de derde ronde  |
| 4R      | uitgeschakeld in de vierde ronde |
| KF      | uitgeschakeld in de kwartfinale  |
| HF      | uitgeschakeld in de halve finale |
| F       | de finale verloren               |
| W       | het toernooi gewonnen            |
| w-v     | winst/verlies-balans             |

### Enkelspel
geen deelname

### Vrouwendubbelspel
| toernooi        | 2018 |
| --------------- | ---- |
| Australian Open | –    |
| Roland Garros   | 1R   |
| Wimbledon       | –    |
| US Open         | –    |

### Gemengd dubbelspel
| toernooi        | 2018 |
| --------------- | ---- |
| Australian Open | –    |
| Roland Garros   | 1R   |
| Wimbledon       | –    |
| US Open         | –    |